# Península de Harilaid
La península de Harilaid es una pequeña península del mar Báltico localizada en la costa noroeste de la isla de Saaremaa en Estonia. No se debe confundir con el islote de Harilaid que se encuentra entre las islas de Vormsi y Hiiumaa.
Harilaid cubre un área de 4,5 km² y tiene una superficie baja (la elevación más alta es de 4,6 m). Está conectada al continente por una estrecha franja de tierra de 300 m, y era una isla separada hasta el final del siglo XVII.